# Protoplectron longitudinale
Protoplectron longitudinale är en insektsart som beskrevs av Tillyard 1916. Protoplectron longitudinale ingår i släktet Protoplectron och familjen myrlejonsländor. Inga underarter finns listade i Catalogue of Life.